# 生芽蹄盖蕨
生芽蹄盖蕨（学名：Athyrium strigillosum）为蹄盖蕨科蹄盖蕨属下的一个种。

## 扩展阅读
- 維基物種上的相關：生芽蹄盖蕨